# 黃花莕菜
黃花莕菜（学名：Nymphoides aurantiaca）为睡菜科荇菜屬下的一个种。

## 扩展阅读
- 維基物種上的相關：黃花莕菜